# Loi no 1 du Conseil de contrôle allié portant abrogation du droit nazi
Lire en ligne

https://www.cvce.eu/content/publication/2003/10/21/9d0c13eb-88f0-4158-8c78-a544b48f0b61/publishable_fr.pdf

Lois du Troisième Reich
Par la loi no 1 du Conseil de contrôle allié portant abrogation du droit national-socialiste ((de) Kontrollratsgesetz Nr. 1 betreffend die Aufhebung von NS-Recht), promulguée par les forces alliés occupant l'Allemagne le 20 septembre 1945, de nombreuses lois du régime nazi, désignées comme « lois d'exception », furent abrogées. De même, aucune disposition légale allemande ne pouvait être prise qui pénalisât quelqu'un sur la base de sa race, sa citoyenneté, ses croyances, son opposition au nazisme ou son instruction.
Par l'abrogation de la Loi allemande des pleins pouvoirs de 1933, la constitution de la république de Weimar était théoriquement rétablie mais elle resta inopérante, éclipsée par le pouvoir du Conseil de contrôle allié et les autorités d'occupation.
Pour la RFA, la validité de cette loi prit fin avec l'entrée en vigueur de la première loi portant abrogation du droit d'occupation du 30 mai 1956 (Journal officiel I, page 437), sans que les lois nazies abrogées ne fussent rétablies. Pour la RDA, elle fut abrogée par le Conseil des ministres de l'URSS le 20 septembre 1955.

## Lois explicitement abrogées
- Loi des pleins pouvoirs du 24 mars 1933
- Loi du 7 avril 1933 sur la restauration de la fonction publique (RGBl. I p. 175),
- Loi portant amendement aux dispositions du Code pénal et de l’Instruction criminelle du 24 avril 1934 (RGBl. I page. 341),
- Loi portant protection des Symboles nationaux du 19 mai 1933 (RGBl. I page. 285),
- Loi contre la formation de nouveaux partis du 14 juillet 1933 (RGBl. I page. 479),
- Loi sur les plébiscites du 14 juillet 1933 (RGBl. I page. 479),
- Loi garantissant l’unité du Parti et de l’État du 1er décembre 1933 (RGBl. I page. 1016),
- Loi de défense contre les attaques insidieuses contre l’Etat et le Parti et portant protection de l’uniforme et des insignes du Parti du 20 décembre 1934 (RGBl. I page. 1269),
- Loi sur le drapeau du Reich du 15 septembre 1935 (RGBl. I S. 1145),
- Loi de protection du sang allemand et de l'honneur allemand du 15 septembre 1935 (RGBl. I page. 1146),
- Loi sur la citoyenneté du Reich du 15 septembre 1935 (RGBl. I S. 1146),
- Loi prussienne concernant la Gestapo du 10 février 1936 (PreußGS. page. 21),
- Loi sur la jeunesse hitlérienne du 1er décembre 1936 (RGBl. I page. 933),
- Ordonnance contre l’aide apportée au camouflage des entreprises commerciales juives du 22 avril 1938 (RGBl. I page. 404),
- Ordonnance concernant la déclaration des biens juifs du 26 avril 1938 (RGBl. I page. 414),
- Loi concernant les modifications de la réglementation des professions pour le Reich du 6 juillet 1938 (RGBl. I page. 823),
- Seconde ordonnance portant application de la loi sur les changements apportés aux noms de familles et aux prénoms du 17 août 1938 (RGBl. I page. 1044),
- Ordonnance concernant les passeports des Juifs du 5 octobre 1938 (RGBl. I page. 1342),
- Ordonnance pour l’élimination des Juifs de la vie économique de l’Allemagne du 12 novembre 1938 (RGBl. I page. 1580),
- Ordonnance de police concernant la fréquentation des lieux publics par les Juifs du 28 novembre 1938 (RGBl. I page. 1676),
- Ordonnance concernant la preuve de l’origine allemande du 1er août 1940 (RGBl. I page. 1063),
- Ordonnance de police concernant les signes distinctifs pour les Juifs du 1er septembre 1941 (RGBl. I page. 547),
- Ordonnance concernant l’emploi des Juifs du 3 octobre 1941 (RGBl. I page. 675),
- Décret du Führer concernant le statut légal de la NSDAP du 12 décembre 1942 (RGBl. I page. 733),
- Ordonnance de police concernant l’identification des travailleurs, hommes et femmes, de la zone orientale en territoire allemand du 19 juin 1944 (RGBl. I page. 147).

## Lois implicitement abrogées (sélection)
- Loi sur la révocation de la naturalisation et la révocation de la citoyenneté allemande du 14 juillet 1933 (RGBl. I page  480),
- Loi allemande sur la réglementation de l'accès au barreau du 7 avril 1933 (RGBl. I page  188).